# Farscape
Farscape je znanstvenofantastična serija australske produkcije, s četiri snimljene sezone, ukupno 88 epizode.
Farscape su producirali kompanija Jima Hensona (poznata po Muppetima), Hallmark Entertainment i Sci Fi Channel. Farscape su smislili Rockne S. O'Bannon, Brian Henson, a izvršni producent je David Kemper. Serija je prvi put emitirana 1999. godine, a završila je s emitiranjem neočekivano 2003. godine, kao razlog navedeni su preveliki troškovi. Farscape je tako ostao bez kraja i bez znakova za nastavak snimanja. Na kraju ipak je došlo do rješenja; snimljena je miniserija Farscape: The Peacekeeper Wars koja je prikazana u listopadu 2004. godine na Sci Fi Channelu.
Farscape je poznat po nešto drugačijem pristupu mnogim klišeiziranim znanstveno fantastičnim situacijama, relativno složenoj karakterizaciji, te humoru. Neki od glavnih likova su animatroničke lutke.
Zaplet se vrti oko astronauta Johna Crichtona koji je testirajući svoju teoriju ubrzanja svemirske letjelice pomoću Zemljine  atmosfere upao u crvotočinu koja ga je dovela na drugi kraj galaksije. Odmah kad je došao zamjerio se kapetanu "Mirotvoraca" Craisu zbog smrti njegova brata, ali na sreću našao je zaštitu na biomehanoidnom brodu Moyi s posadom odbjeglih zatvorenika, koja se suprotstavlja militarističkim silama: "Mirotvorcima" (Peacekeepers, skraćeno PK) i Scarranima.
SCIFI.com je sredinom srpnja 2007. godine objavio da je naručio deset Farscape webisoda, koje će izlaziti isključivo na internetu i čije bi trajanje bilo između tri i šest minuta. Kompanija Jima Hensona je priznala da će pomoću webisoda pokušati oživjeti Farscape serijal koji bi se tada trebao vratiti na male ekrane kao TV serija. U webisodama bi navodno trebao nastupiti i glumac Ben Browder (John Crichton). 

## Likovi

### Glavni likovi
| Lik                       | Glumac         | Glas posudio   |
| ------------------------- | -------------- | -------------- |
| John Robert Crichton, Jr. | Ben Browder    |                |
| Aeryn Sun                 | Claudia Black  |                |
| Ka D'Argo                 | Anthony Simcoe |                |
| Pa'u Zotoh Zhaan          | Virginia Hey   |                |
| Dominar Rygel XVI         |                | Jonathan Hardy |
| Chiana                    | Gigi Edgley    |                |
| Pilot                     |                | Lani Tupu      |
| Captain Bialar Crais      | Lani Tupu      |                |
| Scorpius/"Harvey"         | Wayne Pygram   |                |
| Stark                     | Paul Goddard   |                |

## Nagrade i nominacije
Nagrade:
- Serija je 2000., 2001. i 2002. osvojila nagradu Saturn u kategoriji najbolje serije sindikalne/kabelske televizije.
- Glumac Ben Browder je osvojio nagradu Saturn u kategoriji najboljeg glumca na televiziji.

Nominacije:
2004. serija je bila nominirana za nagradu Saturn u kategoriji najbolje televizijske serije izdane na DVD-u.

## Vanjske poveznice
- Farscape - službena stranica  Arhivirana inačica izvorne stranice od 6. veljače 2016. (Wayback Machine)
- Farscape - SCIFI.com službena stranica  Arhivirana inačica izvorne stranice od 5. prosinca 2006. (Wayback Machine)
- Farscape Centar - Hrvatski Farscape portal
- TV Guide - Redatelj Farscape-a govori o budućnosti serije
- Farscape Wikia